# Godhard Prüssing

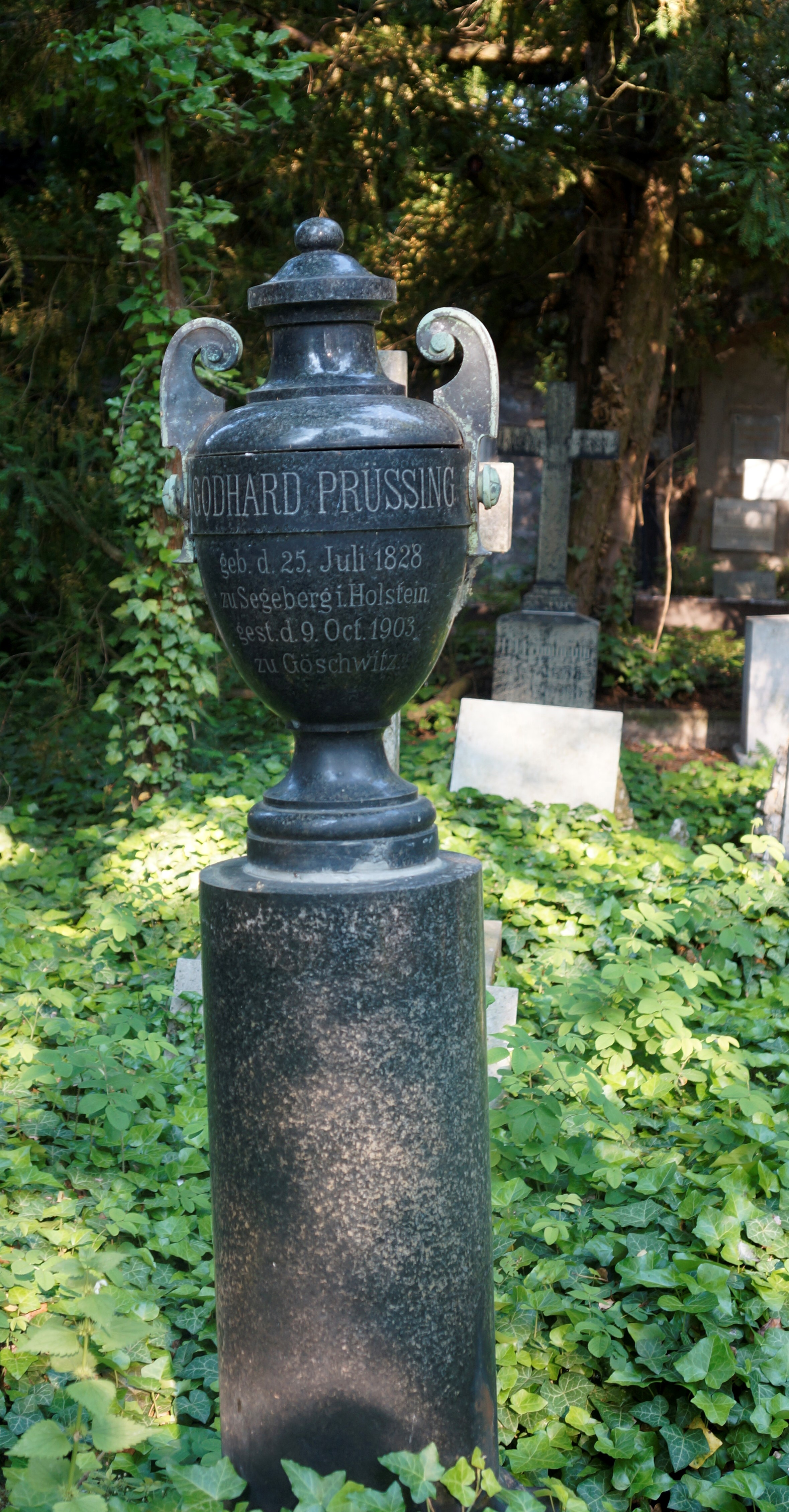
Godhard Prüssings Grabmal auf dem Jenaer Johannisfriedhof

Godhard Friedrich Julius Prüssing (* 25. Juli 1828 in Bad Segeberg; † 9. Oktober 1903 in Jena) war ein deutscher Ingenieur und Zementfabrikant.

## Familie
Godhard (Schreibweise auch: Gotthard) Prüssing war der vierte Sohn des Georg Heinrich Prüssing und der Emilie Henriette Prüssing geb. Nissen. Die Eltern heirateten am 11. November 1821 in Segeberg. Godhard Prüssings Mutter war eine Tochter von Hans Friedrich Nissen, Propst in Bad Segeberg. Sie wurde geboren am 15. April 1799 in Sarau und starb am 2. September 1860 in Kiel.
Godhard Prüssing hatte drei ältere Brüder: Johannes Georg Prüssing (* 30. Oktober 1822 in Segeberg; † 1886 in Chicago), Senffabrikant in Chicago, Ernst Theodor Sophus Prüssing (* 22. August 1824 in Segeberg), Immobilienmakler in Chicago und Carl Gustav Emil Prüssing (* 10. September 1826 in Segeberg; † 2. Januar 1882 in Altendorf (Holzminden)), Finanzmakler in Chicago.
Godhard Prüssings jüngere Schwester, Bertha Friederike Prüssing (* 1831), war verheiratet mit dem Hausvogt Laue Raben in Bordesholm. Prüssing heiratete am 16. Februar 1858 in  der Leipziger Thomaskirche Roma Sidonie Thekla Pantzer (* 26. April 1831 in Penig, Sachsen; † 12. September 1886 in Jena), Hofopernsängerin in Dresden, Kassel und Braunschweig. Sie war eine Tochter des Kaufmanns August Pantzer und seiner Frau Friederica Amalia Miersch (Mierisch) aus Dresden.

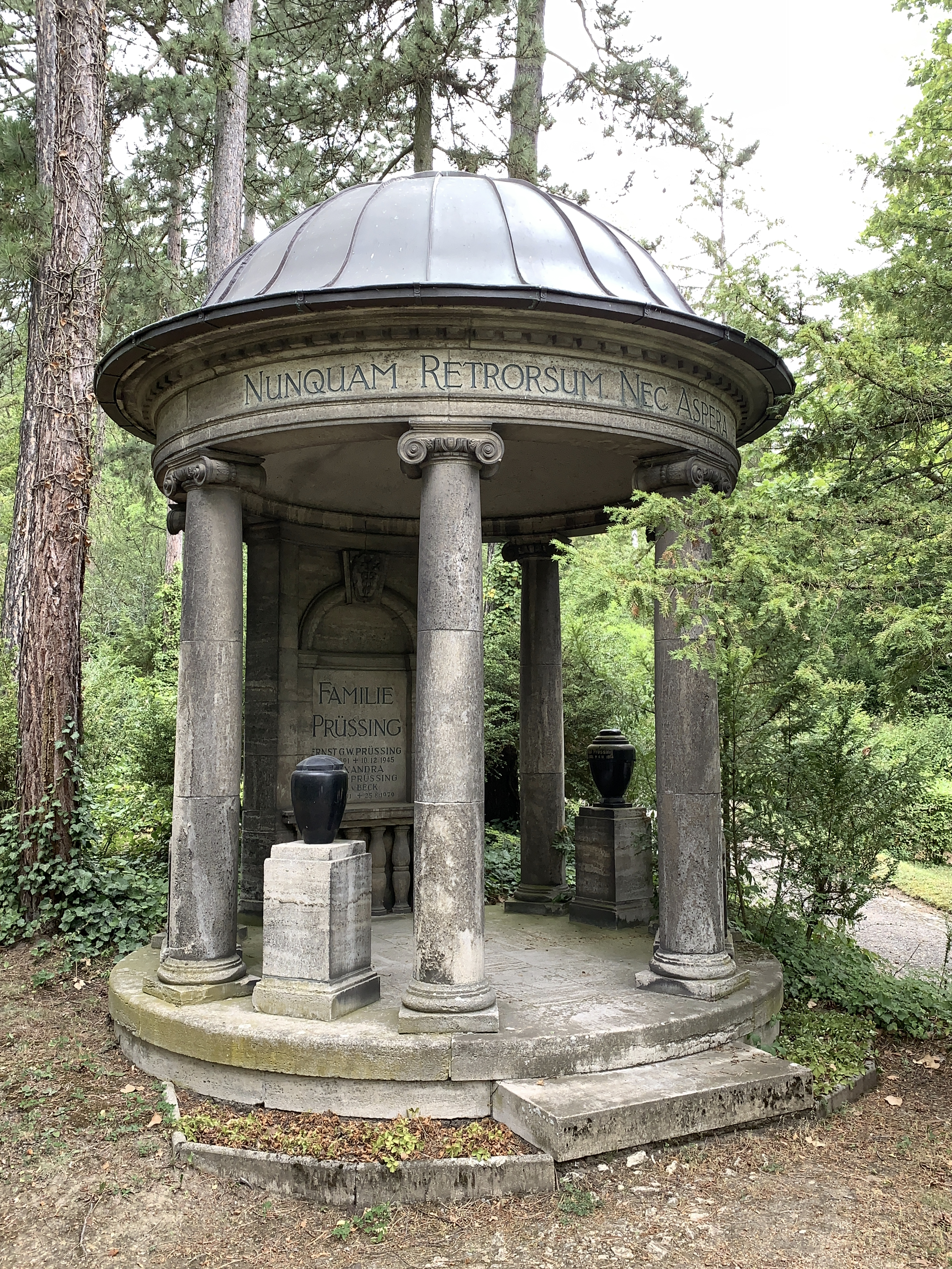
Grabmal der Familie Prüssing auf dem Jenaer Friedhof

## Leben
Godhard Prüssing besuchte bis 1845 die Gelehrtenschule des Johanneums in Hamburg und studierte anschließend, von 1845 bis 1848, Ingenieurwissenschaften am Collegium Carolinum in Braunschweig. Von 1848 bis 1851 leistete er Dienst als freiwilliger Jäger beim Waßmer´schen Freicorps bei der Schleswig-Holsteinischen Armee (Entlassungsurkunde vom 25. März 1851 als Leutnant beim Ingenieurcorps). 1852 legte er sein Ingenieur-Examen am Collegium Carolineum ab. Von 1853 bis 1866 war Prüssing Eisenbahn-Ingenieur im braunschweigischen Staatsdienst und dabei verantwortlicher Ingenieur für den Bau der Strecke Kreiensen–Holzminden.
Seine unternehmerische Tätigkeit begann Godhard Prüssing im Jahr 1863 mit der Gründung einer Holzessigfabrik in Holzminden. 1870 nahm er Wilhelm Lagershausen als Teilhaber auf und firmiert danach als Prüssing & Lagershausen, Holzessigfabrik. Am 19. Juli 1872 war er Mitbegründer und persönlich haftender Gesellschafter der Portland-Cement-Fabrik Prüssing, Planck & Co. in Vorwohle. 1885 folgte die Gründung der Portland-Cement-Fabrik Rüdersdorf bei Berlin mit seinem Sohn Dr. Paul Prüssing. Am 22. Dezember 1885 gründete Godhard Prüssing als persönlich haftender Gesellschafter die Sächsisch-Thüringische Portland-Cement-Fabrik Prüssing & Co. KGaA in Göschwitz bei Jena. Die Eintragung im Handelsregister erfolgte am 15. April 1886. Bereits im Jahre 1882 führte er in der Vorwohler Portland-Cement-Fabrik Prüssing, Planck & Co zur Verbesserung des Portlandzements Hüttensand als Hauptbestandteil neben Portlandzementklinker ein. Diese Maßnahme führte jedoch in den folgenden Jahren zu heftigen Auseinandersetzungen innerhalb der Portlandzement produzierenden Werke, aufgrund eines darin gesehenen Verstoßes gegen das Reinheitsgebot für Portlandzement. Der Konflikt endete mit der Trennung von Portlandzementwerken und den späteren Eisenportlandzementwerken.
Das Göschwitzer Unternehmen wurde das Stammwerk des späteren Prüssing-Konzerns und nach der Übernahme durch die Schlesische Portland-Cement-Industrie AG kurz vor Ende des Zweiten Weltkrieges noch zum Hauptsitz eines der größten deutschen Zementunternehmen, der OMZ (Ost-Mitteldeutsche Zementindustrie AG) mit dem ursprünglichen Hauptsitz im oberschlesischen Oppeln.
Bereits 1888 fand die Marke Göschwitz ihre Hauptabsatzgebiete neben Thüringen auch in Sachsen und Bayern. Im gleichen Jahr errichtete er fünf periodisch arbeitende Schachtöfen, die im Jahre 1898 zu kontinuierlich arbeitenden Öfen umgebaut wurden. 1896 trat sein Sohn Hermann Prüssing († 1897) als zweiter persönlich haftender Gesellschafter in das Unternehmen ein. 1899 erwarb sein Unternehmen Aktien der Mitteldeutschen Portland-Cement-Fabrik Prüssing & Co. in Schönebeck an der Elbe.
Darüber hinaus befasste er sich auch mit der Errichtung einer Saale-Talsperre, nachdem sein Werk bereits 1890 erheblich unter einer Hochwasserkatastrophe gelitten hatte.
Nach seinem Tode leiteten seine beiden anderen Söhne Paul Prüssing und Carl Prüssing das Unternehmen. Letzterer war gleichzeitig Direktor der Zementfabrik in Hemmoor.
Godhard Prüssing war 1890 Mitbegründer der Jenaer Loge „Kaiser Friedrich III.“
Ihm zu Ehren wurde im Jahre 1921 auf Veranlassung des späteren Seniorchefs des Unternehmens, Bernhard Averbeck, eine Stiftung unter seinem Namen errichtet, die zunächst für die soziale Absicherung von Werkmeistern und Angestellten in Notfällen diente und 1936 zum Schutz auf sämtliche Mitarbeiter des Unternehmens ausgedehnt wurde, indem das Einlagekapital erhöht wurde.